# Opistophthalmus leipoldti
Espèce
Opistophthalmus leipoldti est une espèce de scorpions de la famille des Scorpionidae.

## Distribution
Cette espèce est endémique du Cap-Occidental en Afrique du Sud. Elle se rencontre vers Clanwilliam.

## Description
Le mâle syntype mesure 97 mm et la femelle syntype 100 mm.

## Systématique et taxinomie
Cette espèce a été décrite par Purcell en 1898. Elle est considérée comme une sous-espèce d'Opistophthalmus capensis par Hewitt en 1918. Elle est élevée au rang d'espèce par Prendini en 2001.

## Étymologie
Cette espèce est nommée en l'honneur de Louis Leipoldt.

## Publication originale
- Purcell, 1898 : Descriptions of new South African scorpions in the collection of the South African Museum. Annals of the South African Museum, vol. 1, p. 1–32 (texte intégral).